# 桃山南口駅

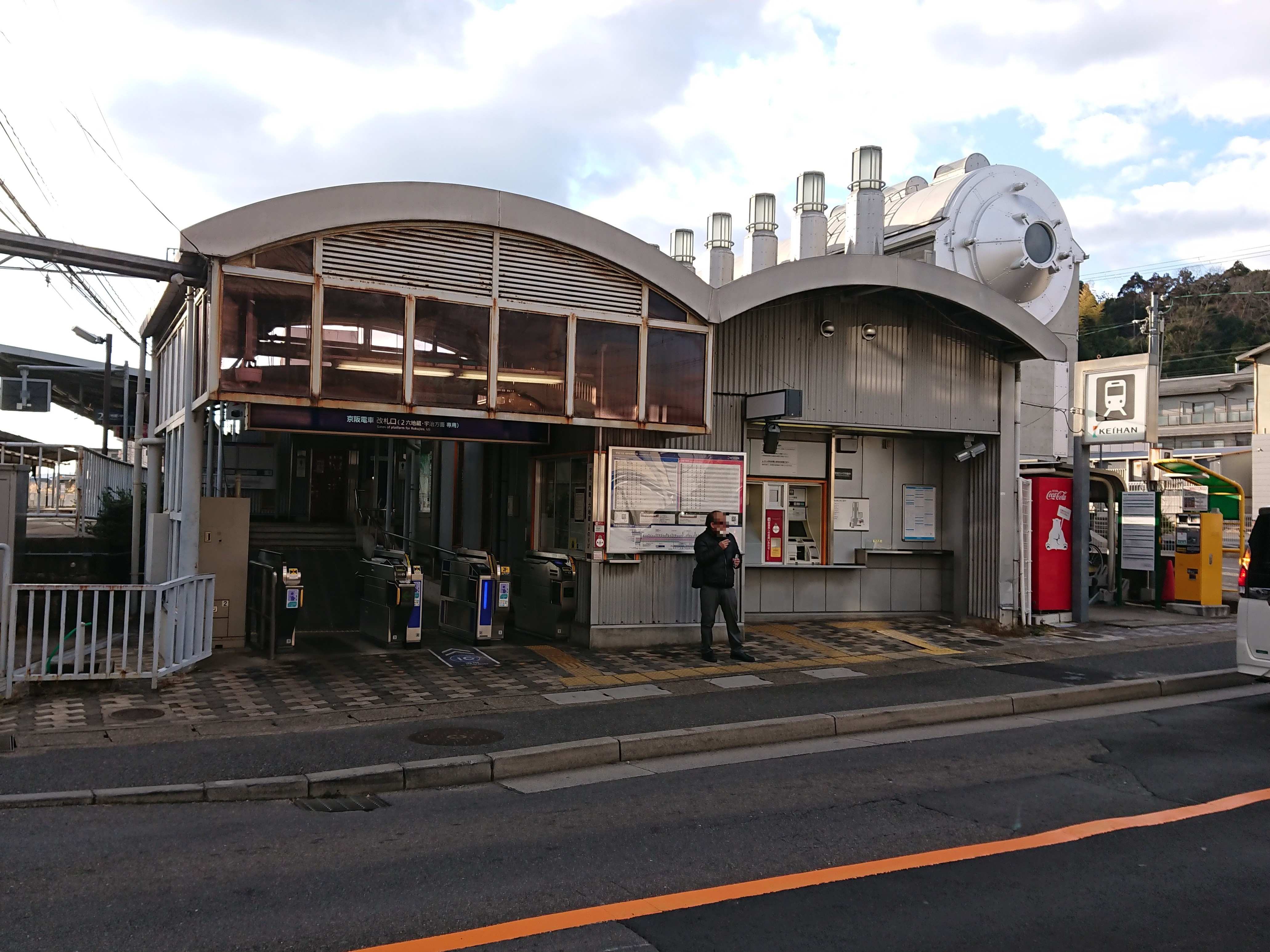
宇治方面の駅舎(2021年1月)

桃山南口駅（ももやまみなみぐちえき）は、京都府京都市伏見区桃山町丹後にある、京阪電気鉄道宇治線の駅。駅番号はKH72。

## 歴史
1913年（大正2年）6月の京阪宇治線の開業と同時に開設された駅。開設の目的は同年7月に桃山御陵で予定された「明治天皇御1年祭」の参拝者輸送だった。貨物輸送は1914年（大正3年）9月に開始され、駅に隣接するニチボー（現：ユニチカ）の工場への貨物の積み下ろし施設があった。
水害の多発地帯で、戦後も1953年（昭和28年）の台風13号や1961年（昭和36年）の第2室戸台風などでは線路が浸水して不通になった。山科川に隣接する堤防が昭和40年代になって作られた。
1981年（昭和56年）の駅舎改築までは宇治行きホーム側のみに改札口が有り、朝のみ中書島行きホームへの臨時改札口が設けられていた。1998年（平成10年）8月までは構内踏切が有った。

### 年表
- 1913年（大正2年）6月1日：京阪宇治線開業と同時に御陵前駅として設置[3]。
- 1943年（昭和18年）10月1日：会社合併により京阪神急行電鉄の駅となる。
- 1945年（昭和20年）9月15日：輸送混乱防止のため、使用を中止[3]。
- 1946年（昭和21年）2月15日：営業再開[3]。
- 1949年（昭和24年）
  - 7月29日：豪雨で当駅と観月橋駅間で浸水、16時10分宇治線運転休止[4]。
  - 11月25日：桃山南口駅に改称[3]。
  - 12月1日：会社分離により京阪電気鉄道の駅となる。
- 1953年（昭和28年）9月25日：台風13号で駅周辺が浸水（10月1日仮復旧）[5]。
- 1959年（昭和34年）8月13日：前線性豪雨で山科川が破堤、観月橋駅から木幡駅の区間が浸水、宇治線は15日以降に運転再開[6]。
- 1961年（昭和36年）9月16日：第2室戸台風で駅周辺が浸水。
- 1981年（昭和56年）3月30日：駅舎改築工事竣工、自動券売機3基を新設[7]。
- 1982年（昭和57年）3月：ホームに点字ブロック設置。
- 1992年（平成4年）3月：宇治行き駅舎建て替え、トイレ水洗化[8]。
- 1994年（平成6年）10月：自動改札機を設置[9]。
- 1998年（平成10年）8月5日：構内踏切を廃止[3]。

## 駅構造
相対式2面2線のホームを持つ地上駅である。改札口は上下線で独立して設けられており、改札内で互いのホームを行き来することはできない。宇治方（ホーム東側）に改札口があり、宇治方面の改札口には早朝深夜を除き駅員が配置されている（中書島方面の改札口は朝ラッシュ時のみ配置）。

### のりば

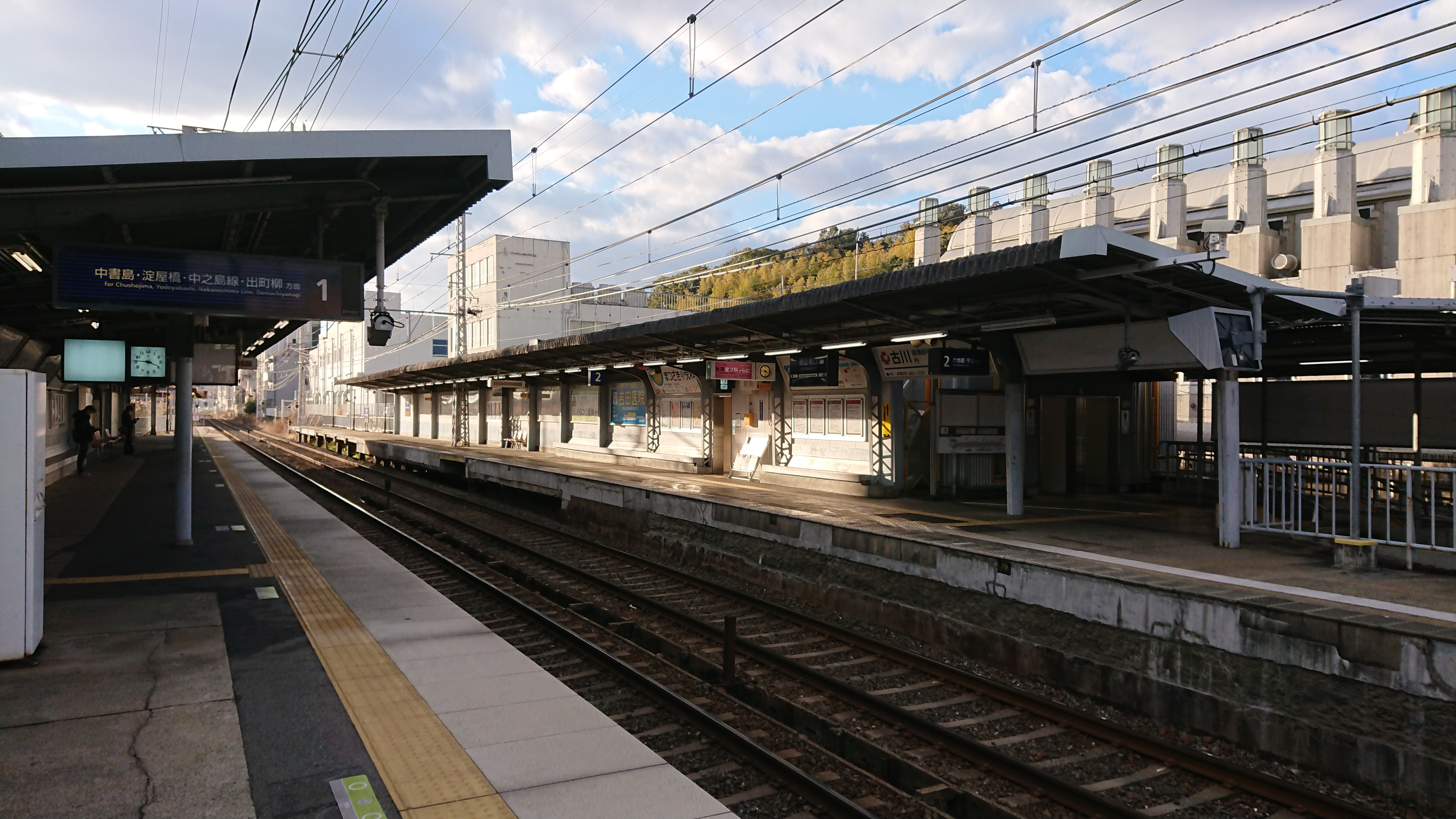
ホーム（2020年1月）

| 番線 | 路線    | 方向 | 行先       |
| ---- | ------- | ---- | ---------- |
| 1    | ■宇治線 | 上り | 中書島方面 |
| 2    | ■宇治線 | 下り | 宇治方面   |

- ホーム有効長は5両。

- ホーム（2020年1月）

## 利用状況
- 2009年11月10日の利用客数は6,018人（『京阪百年のあゆみ』より）。
- 2022年度の1日平均の乗車客数（降車客を含まない）は約2,082人（京都府統計書より）。
  - UR桃山南団地が近くにあり、また駅周辺も住宅地となっているため利用客は多い。

## 駅周辺
- 伏見桃山陵（明治天皇陵）
  - 伏見桃山東陵（昭憲皇太后陵）
- 京都桃山南口郵便局
- 京都橘中学校・高等学校
- 京都市立桃山東小学校
- 京都府立桃山養護学校
- 洛陽第二幼稚園
- I-PEX本社/京都工場
- 日蓮正宗・宣照寺
- 京都府道7号京都宇治線

## 隣の駅
京阪電気鉄道
宇治線
観月橋駅 (KH71) - 桃山南口駅 (KH72) - 六地蔵駅 (KH73)